# ドゥアルテ・ヌノ・デ・ブラガンサ
ドゥアルテ・ヌノ・デ・ブラガンサ（ポルトガル語: Duarte Nuno de Bragança, 1907年9月23日 - 1976年12月23日）は、ポルトガルのミゲリスタ王位請求者。1932年より最後のポルトガル王マヌエル2世より立憲派ポルトガル王位請求者の地位をも引き継ぎ、単独のポルトガル王位請求者となった。

## 生涯
ポルトガルのミゲリスタ王位請求者ミゲル2世とその2番目の妻であるレーヴェンシュタイン＝ヴェルトハイム＝ローゼンベルク侯女マリア・テレザの間の第7子として、オーストリアのゼーベンシュタイン城で生まれた。2人の異母兄がおり、父にとっては3番目の息子だった。
祖父ミゲル1世は姪の女王マリア2世と王位を争って敗北していた。そのため一家はマリア2世によって王位継承権を剥奪され、国外に追放されていた。
ドゥアルテ・ヌノの次兄フランシスコ・ジョゼは1919年に死去し、1920年7月21日には長兄のヴィゼウ公ミゲルが貴賤結婚のために相続人の地位を放棄した。その10日後の7月31日、ミゲル2世はミゲリスタ王位請求者の地位を12歳のドゥアルテ・ヌノに譲り、ドゥアルテ・ヌノはミゲリスタの支持する名目上のポルトガル王「ドゥアルテ2世（ポルトガル語: Duarte II）」を名乗るとともに、ブラガンサ公位を継承した。ドゥアルテ・ヌノはまだ幼いため、叔母のバルディ伯爵夫人アルデグンデスが1928年まで摂政役を務めた。このときポルトガルは既に共和制に移行しており、ブラガンサ＝コブルゴ家のポルトガル王であるマヌエル2世（マリア2世の曾孫）は亡命者の身の上であった。
ミゲリスタ派とマヌエル2世を戴く立憲派とは誰が正統なポルトガル王かで対立しているだけでなく、理想とする政体（前者は絶対君主制を、後者は1910年まで続いた立憲君主制を支持していた）についてもその考えは相容れないものだった。
しかしマヌエル2世に後継者がなかったことが、分裂状態にあるポルトガルの王制支持者を合同させる機会を与えた。マヌエル2世とミゲル2世は協議を重ね、マヌエル2世の死後はドゥアルテ・ヌノを後継者とするという取り決めを行った。1927年にミゲル2世が、1932年7月2日にマヌエル2世が死去すると、ミゲリスタと立憲派からなる王制支持者の大多数はドゥアルテ・ヌノを唯一のポルトガル王位請求者と認めるに至り、ミゲリスタと立憲派の合同が実現した。
立憲派の一部はミゲリスタ系のドゥアルテ・ヌノを自分たちの王と認めず、別の国王候補を立てようとした。マリア2世の曾孫にあたるザクセン元王太子ゲオルク、マリア2世の弟のブラジル皇帝ペドロ2世の曾孫ペドロ・ガスタンなどの名前が挙がったが、いずれも擁立には至らなかった。
1950年、ポルトガルの共和国議会は1834年に出されたミゲル1世に対する、また1910年に出されたマヌエル2世に対する追放令を撤回し、ドゥアルテ・ヌノを家長とする旧ポルトガル王室に帰国を認めた。しかしドゥアルテ・ヌノはティオンヴィルで自動車事故に遭い、ポルトガルに帰国したのは1952年になってからであった。
1951年にポルトガル大統領アントニオ・オスカル・カルモナが死去した際、独裁的権限を有していた首相アントニオ・サラザールはドゥアルテ・ヌノを国王とした王政復古を考えたが、その後考え直して自らが大統領になることにした。
1974年、ドゥアルテ・ヌノは自分の邸宅であったサン・マルコス宮殿をコインブラ大学に譲り渡し、その2年後に死去した。
ドゥアルテ・ヌノはポルトガル王家家長としてヴィラ・ヴィソサ無原罪の御宿り騎士団 、聖イザベル騎士団 の総長を務めたほか、マルタ騎士団や金羊毛騎士団の騎士にも叙任されていた。

## 結婚と子女
1942年10月15日、ブラジルのペトロポリスにおいて、ブラジル皇子ペドロ・デ・アルカンタラの次女マリア・フランシスカと結婚した。マリア・フランシスカは先述したペドロ・ガスタンの妹であり、この縁組はミゲリスタ派と立憲派2系統の合同を象徴するものとして、王制支持者たちから非常に喜ばれた。マリア・フランシスカとの間に3男を儲けた。
- ドゥアルテ・ピオ（1945年 - ） - ブラガンサ公、ブラガンサ家家長
- ミゲル・ハファエル（英語版）（1946年 - ） - ヴィゼウ公
- エンリケ・ヌノ（英語版）（1949年 - 2017年） - コインブラ公